# ربيانة
ربيانة هي واحة في الصحراء الليبية في منطقة الكفرة الليبية، تقع أقصى الجنوب الشرقي وتبعد حوالي 120 كم غرب قرية التاج.
على جانب واحد من الواحة، التي تضم العديد من أشجار النخيل والمانجو، توجد بحيرة مالحة وسلسلة من التلال. من ناحية أخرى كثبان رملية. على الحافة الشمالية للواحة قرية بها زاوية (مدرسة). السكان الأصليون من التبو، كما استقر هناك شعوب التواطية والبازامة.
وصف المؤرخ الليبي سعد بوهاجار في عام 2014 سكان ربيانة على النحو التالي: «بعد الهجرة نحو المدن الكبرى، لأسباب تتعلق بالتوظيف والراحة، بقي ما بين 1500 و 2000 فرد، معظمهم من التبو، ومجموعة صغيرة من عرب الزوية، ومعظمهم من عائلة بازاما، من نسل قبيلة المجابرة، الذين يعيشون في واحة جالو، ويشكل التبو أقدم سكان الواحة كما يفعلون بشكل عام في منطقة الكفرة».